# Karl Elmendorff
 (août 2022).
Si vous disposez d'ouvrages ou d'articles de référence ou si vous connaissez des sites web de qualité traitant du thème abordé ici, merci de compléter l'article en donnant les références utiles à sa vérifiabilité et en les liant à la section « Notes et références ».
Karl Elmendorff, né le 25 octobre 1891 à Düsseldorf, mort le 21 octobre 1962 à Hofheim am Taunus, est un chef d'orchestre allemand.

## Biographie
Élève de Fritz Steinbach et Hermann Abendroth à la Hochschule für Musik de Cologne, il étudie la direction d'orchestre. Ses premiers engagements sont à Düsseldorf, Mayence, Hagen et Aix-la-Chapelle, puis il devient 1er chef au Staatsoper de Berlin entre 1925 et 1932. Entre 1927 et 1942, il dirige au Festival de Bayreuth Tristan und Isolde, Les Maitres-chanteurs de Nüremberg, Der Ring des Nibelungen, Le Vaisseau fantôme de Richard Wagner. Directeur général de la musique à Wiesbaden et à Mannheim, il est en 1943-44 chef de la Staatskapelle de Dresde. Il devient directeur général de la musique à Cassel puis à Wiesbaden après la guerre. Il a notamment créé la Sonatine nº 1 pour seize instruments à vent de Richard Strauss.